# Білинський Клавдій
Кла́вдій Омелянович Біли́нський (20 жовтня 1865, с. Соснів, сучасний Теребовлянський район (або с. Синява, тепер Збаразький район) — 28 травня 1937, м. Бережани) — український громадський та політичний діяч на Буковині, педагог, доктор філософії, гімназійний професор, делегат Української Національної Ради ЗУНР.

## Життєпис
Навчався у Віденському університеті. Листувався з Іваном Франком.) Учителював у Львові, Тернополі, Станіславові. По тому — гімназійний професор у Чернівцях. Працював директором гімназій «Рідної Школи» у Городенці та Рогатині.
Восени 1918 року — в складі Буковинської делегації УНР — представляв Народну партію — разом з Мироном Кордубою та Романом Цегельським.
У листопаді 1918 р. від імені УНРади перебирав командування поліцією Буковини у поліційного директора, надвірного радника Тарангула, керівництво дирекцією передав надкомісару Яворському.
1920 року заснована українська гімназія в Снятині, на посаду першого директора прийшов Клавдій Білинський. У 1924 році польська адміністрація ліквідувала українську гімназію.
Його син, Андрій Білинський — правознавець, економіст, громадсько-політичний діяч.